# 欧西
欧西（法語：Haussy，法語發音：[osi]）是法国上法兰西大区北部省的一个市镇，位于该省东南部，属于康布雷区。

## 地理
欧西（50°13'4"N, 3°28'49"E）面积16.22 平方千米，位于法国上法蘭西大區北部省，该省份为法国最北部的省份及最长的省份，西北濒北海，西接加来海峡省，南至埃纳省和索姆省，东与比利时接壤。
与欧西接壤的市镇（或旧市镇、城区）包括：索尔祖瓦尔、埃卡永河畔圣马丹、圣皮东、圣瓦斯特昂康布雷西、埃卡永河畔旺德日、韦尔尚莫格雷、韦尔坦、蒙特雷库尔、圣欧贝尔。

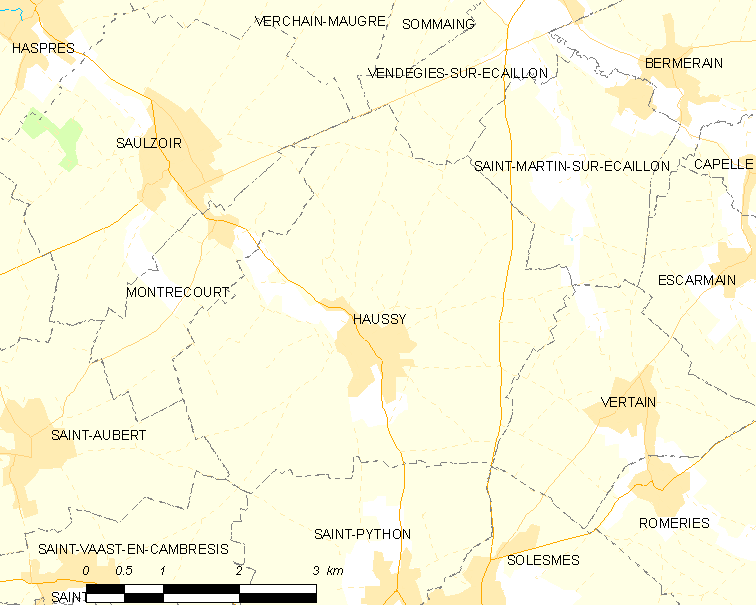
欧西的OSM定位图

欧西的时区为UTC+01:00、UTC+02:00（夏令时）。

## 行政
欧西的邮政编码为59294，INSEE市镇编码为59289。

## 政治
欧西所属的省级选区为科德里县。

## 人口

1962-2008年间欧西人口变化图示

欧西于2022年1月1日时的人口数量为1472人。